# Jequié
Jequié, amtlich portugiesisch Município de Jequié, ist eine brasilianische Stadt im Bundesstaat Bahia. Im Jahr 2010 hatte sie 151.895 Einwohner, die Jequieenser genannt werden. Im Jahr 2020 wurde die Bevölkerung auf 156.126 Bewohner geschätzt. Die Stadt liegt 210 km südwestlich von Salvador da Bahia, der Hauptstadt des Bundesstaates entfernt, am Rio de Contas, im Übergang zwischen dem Savannengürtel und der Waldzone (zona da mata). Die Gegend von Jequié ist reich an Eisenerz.

## Geschichte
Der Ort Jequié ging aus einem Lehen des Portugiesen João Gonçalves da Costa hervor, der die Fazenda Borda da Mata gegründet hatte. Die Fazenda wurde später an José de Sá Bittencourt verkauft. Er war aus Minas Gerais nach Bahia geflüchtet, nachdem eine Verschwörung gegen die portugiesische Herrschaft (Inconfidência Mineira) (Minas-Verschwörung) 1789 gescheitert war. Nach Bittencourts Tod im Jahre 1828 wurde das Anwesen unter seinen Erben aufgeteilt, ein Teil der Fazenda hieß fortan Jequié.
Zu einer Stadt entwickelte sich Jequié in der zweiten Hälfte des 19. Jahrhunderts dank geschäftiger Märkte, die Händler aus einem weiten Umkreis anzogen. Durch die Binnenschifffahrt auf dem Rio de Contas und Maultiertransporte konnte Jequié mit allen lebenswichtigen Gütern aus größeren Städten versorgt werden. Jequié wurde zu einem Umschlagplatz für den Südosten und Südwesten Bahias sowie für das Einzugsgebiet des Rio de Contas; die werdende Stadt wuchs entlang der Ufer des Flusses.
Seit 1860 gehörte Jequié zur Munizipalstadt Maracás. Angesichts seiner zunehmenden Bedeutung als Handelszentrum wurde Jequié 1897 von Maracas gelöst und unter dem ersten Bürgermeister Urban Gondim zum selbständigen Munizip erhoben. 1910 erhielt Jequié das Stadtrecht. Heute zählt die Stadt zu den größten und reichsten Gemeinden in Bahia.
Am 7. November 1978 wurde die Stadt Sitz des römisch-katholischen Bistums Jequié.

## Herleitung des Ortsnamens
Der Name „Jequié“ bedeutet in der Sprache der Indigenen „Jaguar“, in Anspielung auf die große Zahl dieser Tiere in der Region. Einer anderen Erklärung zufolge leitet sich der Ortsname vom Wort „Jequi“ her, einem von den Indianern zum Fischen im Rio de Contas verwendeten trichterartigen Gegenstand.
Sie trägt die Städtespitznamen Cidade Sol (Sonnenstadt) und Chicago Baiana (Chicago von Bahia).

## Klima
Jequié ist für sein warmes Klima bekannt. Umgeben von Bergen, leidet die Stadt während der meisten Zeit des Jahres unter der Hitze. An Sommertagen kann die Temperatur 48 °C erreichen, nachts kann es aber auch empfindlich kalt werden. Die  Klimaklassifikation nach Köppen und Geiger ist Aw.

## Söhne und Töchter der Stadt
- Dorival Souza Barreto Júnior (* 1964), römisch-katholischer Geistlicher, Bischof von Januária
- Antônio Tourinho Neto (* 1964), katholischer Geistlicher, Bischof von Cruz das Almas
- Guilherme (* 1988), Fußballspieler